# Morne de Dépoudré (Saint-Barthélemy)
Morne de Dépoudré est un mini quartier de Saint-Barthélemy dans les Caraïbes. Il est situé en plein centre de l'île entre Saint-Jean, Morne Criquet, l'Anse du Gouverneur, Gouverneur et Lurin. Il fait géographiquement partie des Hauts de Saint-Jean.
Morne de Dépoudré comporte un pic rocheux qui culmine à une altitude de 113 mètres. 